# Gradovi Bellinzone
Gradovi Bellinzone so skupina utrdb, ki stojijo okoli mesta Bellinzona, glavnega mesta švicarskega kantona Ticino. Skupino, ki leži ob vznožju Alp, sestavljajo utrjeno obzidje in trije gradovi, Castelgrande, Montebello in Sasso Corbaro. Castelgrande stoji na skalnatem vrhu s pogledom na dolino, z vrsto obzidij, ki ščitijo staro mesto in se povezujejo z Montebellom. Sasso Corbaro, najvišji izmed treh gradov, stoji na osamljenem skalnatem rtu jugovzhodno od ostalih dveh. Gradovi Bellinzone z obrambnimi zidovi so od leta 2000 na Unescovem seznamu svetovne dediščine.

## Strateški pomen
Gradovi so strateško umeščeni v izjemno ugoden položaj. V dolini reke Ticino se steka več pomembnih prehodnih poti. V sodobnem času so to ceste in železnice čez prelaze Gotthard, San Bernardino, Lukmanier in Nufenen, v prejšnjih stoletjih pa so vodile mulatjere tudi čez prelaza Greina in San Jorio. Pri Bellinzoni so se te poti povezale v nizu nekaj kilometrov. Mogočen skalni greben, ki štrli nad raven reke, pušča odprta le dva prehoda. Medtem ko Castelgrande stoji nad starim mestnim jedrom, sta Montebello in Sasso Corbaro na vzhodni strani doline na izrastkih. Skupaj z zidovjem Murata in mestnim obzidjem bi lahko dolino popolnoma zaprli. Milanski komisar Azzo Visconti je strateško lokacijo leta 1475 opisal takole: »Ta trg je ključ in prehod v Italijo« (Questa terra è pur una giave e porta de Italia).

## Zgodovina
Najdbe grobov in posamični ostanki zgradb dokumentirajo neprekinjeno naseljevanje okolice Bellinzone od 4. tisočletja pred našim štetjem. Prazgodovinske najdbe se koncentrirajo na grajskem griču Castelgrande. V času vladavine cesarja Avgusta 16/15 pr. n. št. so Rimljani osvojili Alpsko regijo v okviru avgustovskih alpskih kampanj. Da bi se zaščitili, so na skalnatem griču Castelgrande zgradili utrdbo. Ta je bila v 1. stoletju našega štetja opuščena in obnovljena sredi 4. stoletja. Leta 457 je bila alemanska vojska potisnjena nazaj na severno ravnico Arbedo.
Po propadu Zahodnega rimskega cesarstva so Ostrogoti od okoli 500 dalje prevzeli nadzor nad območjem okoli Bellinzone, sredi 6. stoletja pa je sledilo Bizantinsko cesarstvo, ki se je medtem okrepilo, Langobardi pa so vladali od 568/70. Vsaka od teh naslednic je Castelgrande uporabljala kot sredstvo za razvoj moči v regiji. Gregor Tourski poroča o frankovskem napadu leta 590, ki so ga Langobardi lahko odbili. Leta 774 je Bellinzona prišla pod Frankovsko cesarstvo. V zgodnjem srednjem veku je Castelgrande še naprej služil kot vojaška baza, v vojnih časih pa je služil tudi kot zatočišče za prebivalce tega območja. Mejni grof Arduin von Ivrea, ki je bil leta 1002 izvoljen za italijanskega kralja, je Bellinzono potrdil kot last škofije Como. Dve leti kasneje, po Arduinovem izgonu, je nemški kralj Henrik II. Sveti potrdil to last.
Med investiturnimi boji sta bila Bellinzona in grad pod nadzorom rodbine Hohenstaufen. Leta 1180 je cesar Friderik I. Barbarossa posest prenesel na mesto Como. Po razširitvi prelaza Gotthard v začetku 13. stoletja je strateški pomen Bellinzone naraščal in kraj je zašel v konflikt med gvelfi in gibelini. Leta 1239 se je Como pridružil gibelinom, zvest cesarju. Toda že leta 1242 je gvelfskemu Milanu uspelo osvojiti Bellinzono. Mesto je večkrat zamenjalo lastnika (1284, 1292, 1303). V poznem 13. stoletju je plemenita družina Rusca iz Coma zgradila Castello di Montebello. Leta 1335 je Milano osvojil Como, Rusca pa so se morali umakniti v Bellinzono. Leta 1340 je Bellinzona padla pod  Viscontije iz Milana.
Leta 1402 so po smrti Giana Galeazza Viscontija v milanskem vojvodstvu nastali nemiri. Saronski baroni iz sosednje doline Misox so izkoristili nevarne razmere in leta 1403 prevzeli Bellinzono v svoje roke. Leta 1419 so mesto in gradove prodali kantonoma Stare švocarske konfederacije, Uri in Obwalden, ki sta se razširila v Leventino. Ko konfederalci niso sprejeli ponudbe za odkup, so milanski aprila 1422 znova zavzeli Bellinzono. Ponovno pridobljeno lastnino so branili 30. junija istega leta z zmago v bitki pri Arbedu. Pred bitko pri Giornicu leta 1478 so konfederalci zaman poskušali zavzeti mesto. Milanski so okrepili utrdbe in v letih 1478/79 dodali Castello di Sasso Corbaro in v letih 1486/87 novo Murato.
Leta 1499 so med italijanskimi vojnami francoske čete napadle vojvodstvo Milano. Kralj Ludvik XII. Francoski se je dogovoril, da bodo Bellinzono prepustili konfederaciji, da bi si zagotovili podporo svojih plačanih kontingentov. Po koncu kampanje pa ni izpolnil obljube in je utrdbe zasedel s 1000 možmi. Naslednjo zimo je izbruhnil upor v vojvodstvu Milano, v Bellinzoni se je prebivalstvo dvignilo proti kralju in pregnalo francoske okupatorje. Po zajetju vojvode Ludovica Sforze (izdaja Novare) so se prebivalci bali maščevanja Francozov in se 14. aprila 1500 podredili vladavini konfederalcev. Po miru v Aroni leta 1503 sta Francija in Milano kantone Uri, Schwyz in Nidwalden potrdila kot nove vladarje Bellinzone.
S prehodom v Švicarsko konfederacijo so utrdbe izgubile vojaški pomen. Gradovi so imeli le minimalno posadko z zastarelim topništvom in so sčasoma propadali. Leta 1803 so postali last novoustanovljenega kantona Ticino. Od leta 1900 so si najprej prizadevali za ohranitev strukture gradov in utrdb. Najobsežnejša varnostna in restavratorska dela so potekala med letoma 1920 in 1955, druga faza pa je sledila od leta 1982 do 2006. 2. decembra 2000 je UNESCO gradove Bellinzone (skupaj z obzidjem Murata) razglasil za svetovno dediščino, kot izjemen primer poznosrednjeveških utrdb na vhodu v pomembne alpske prelaze.

## Castelgrande

### Grajsko območje
46°11′34.40″N 9°01′20.40″E / 46.1928889°N 9.0223333°E

Lokacija Castelgrande je bila utrjena vsaj od konca 1. stoletja pred našim štetjem in do 13. stoletja je bilo edino gradišče v Bellinzoni. V svoji zgodovini je bil grad znan kot utrdba (pred 13. stoletjem), Stari grad v 14. in 15. stoletju, grad Un po letu 1506 in grad sv. Mihaela od leta 1818. [11]
Hrib Castelgrande vključuje skoraj navpično stran na severu in strmo južno stran, vendar je na vrhu raven skoraj in v premeru 150–200 metrov. Naravna oblika hriba je spodbudila vsako umetno utrdbo, da sledi enakim konturam. Medtem ko rimske utrdbe ni mogoče videti, je rimske temelje uporabljal grad visokega srednjega veka, ki je sledil. Med gradom visokega srednjega veka so vidni le nekateri deli stene, ki še vedno stojijo. Velik del vidnega gradu je iz let 1250–1500 z obsežnimi prenovami in širitvijo v zadnjih dveh stoletjih. Večina območja znotraj grajskega obzidja je zdaj ravna, odprta.
Zapisi iz 11. do 15. stoletja in arheološki dokazi kažejo, da so bile grajske površine nekoč polne zgradb. Vendar so večino teh vojvode Milana podrli, da bi sprostili notranji prostor. Odprt prostor je bil razdeljen na tri velika podgradja, ki so služila za začasno bivanje vojakov, ki so lahko bili nameščeni v Bellinzoni. Pod milanskimi vojvodami so se zunanje utrdbe razširile in okrepile. Obzidje so dvignili, podaljšali in dozidali stolpe. Zahodno obzidje je bilo v celoti obnovljeno in povezano z obzidjem.
Stene, ki ločujejo vsa tri podgradja, sevajo iz Terre Nera iz 14. stoletja, ki se nahaja v središču gradu. Na vzhodu je kompleks zgradb, ki so bile del starega bivalno-obrambnega gradu. V središču obzidja je najvišji stolp Castelgrande, Torre Bianca ali Beli stolp, ki je iz 13. stoletja. V bližini Torre Bianca je palača škofa Coma (omenjena v 12. stoletju), ki lahko vsebuje zidove iz prejšnje zgradbe iz 10. ali 11. stoletja. Bližnje Južno krilo, ki označuje južno mejo gradu, je bilo v 13. in 15. stoletju zgrajeno v dveh fazah na temeljih prejšnje stavbe. Zahodno od Južnega krila je stavba, ki je bila v 19. stoletju zgrajena kot arzenal in je bila v 20. stoletju popolnoma prenovljena. Arheološke raziskave so pokazale, da sta bili v tej dvorani dve kapeli, čeprav so bili odkriti le temelji. V zahodnem oboku so ob steni še vedno vidne ruševine cerkve, ki je bila morda posvečena Mariji. Ostale stavbe, ki so nekoč zasedale to podgradje, so bile uničene. V severnem podgradju so bile zagotovo stavbe, čeprav so bile uničene. Prosojna stena pečine je bila z zidom utrjena šele v 14. ali 15. stoletju.

### Znamenitost
Do gradu se pride z dvigalom od vznožja skale do grajskega območja ali po strmih, ozkih ulicah iz središča mesta skozi mestno obzidje. V južnem krilu je muzej, ki vsebuje »6500 let človeške prisotnosti na hribu ... in zajema obdobje od prve neolitske vasi do 20. stoletja«. V muzeju so tudi okrašeni stropi Casa Ghiringhelli in nekdanje gostišče Albergo della Cervia ter zbirka kovnice Bellinzone. Muzej je odprt skozi vse leto. Zahodno od muzeja je arzenal iz 19. stoletja, v katerem je danes restavracija.

## Montebello

### Grajsko območje
46°11′28.80″N 9°01′35.80″E / 46.1913333°N 9.0266111°E

Grad Montebello (v 15. stoletju znan kot Mali, Novi ali Srednji grad, kot grad Schwyz iz leta 1506 in grad sv. Martina po letu 1818) se nahaja vzhodno od središča mesta. Zgrajen je bil pred letom 1313 za proimperialno družino Rusca, ki je grad zasedla po zmagi Viscontijev in okupaciji Castelgrande. Do konca 14. stoletja je bila v rokah Viscontijev. Grad je bil med letoma 1462 in 1490 prenovljen in razširjen v sedanje stanje. V 19. stoletju je grad propadel in je bil leta 1903 obnovljen.
Za razliko od gradu Castelgrande, Montebello ni bil zaščiten z naravnimi danostmi. Obdan je z globokimi jarki, ki so ščitili obzidje. Kompleks je romboidne oblike in je povezan z mestnim obzidjem na jugu in severu. Grad nazorno prikazuje tri stopnje gradnje, prvotni osrednji bivalno-obrambni stolp pa je obdan z obzidjem iz 14. stoletja, ti pa so obdani z obzidjem iz 15. stoletja.
Notranji stolp je iz leta 1313 in je nepravilni pravokotnik. Kaže, da je obrambni stolp s kolčno streho na severovzhodni strani obzidja nepravilna rekonstrukcija iz leta 1903. Na odtisih iz 17. stoletja je prikazana štirinadstropna stavba s streho nagnjeno proti notranjosti obzidja Stolp je bil zgrajen z visokim, močnim zunanjim obzidjem z bivalnimi prostori in gospodarskimi zgradbami vzdolž notranjega zidu. Prvotni vhod je visoko na zahodni steni in se do njega lahko pride samo po vzponu po zunanjih stopnicah. Vodnjak v notranjem vzhodnem podgradju je morda iz prvotnega gradu.
Obzidje iz 14. stoletja je bilo delno vključeno v poznejše obzidje iz 15. stoletja, vendar je še vedno mogoče videti nekatere originalne odseke. Vrata iz 14. stoletja podpirajo štrleča vrata, čeprav so notranji in zunanji dvižni mostovi sodobne reprodukcije.
Obzidje iz 15. stoletja se nahaja 715 m od prvotnega kompleksa, z jarkom na vzhodni strani in zaobljenim lokom na jugovzhodni strani. Vključuje nekatere dele obzidja iz 14. stoletja. Vzhodno od jarka je bil dodan barbakan, ki je bil zaščiten z drugim jarkom in z mašikulami v zidu na severni strani. Na južni strani so bila med to širitvijo dodana vrata, opremljena z morilsko luknjo.
Majhna kapelica, posvečena svetemu Mihaelu, se naslanja na steno novejšega južno usmerjenega odseka; zgrajena okoli leta 1600, je ena redkih stavb, postavljenih na gradovih Bellinzona pod vladavino treh švicarskih kantonov.

### Znamenitost
Poleg grajskega obzidja je v gradu Montebello še Arheološki in Mestni muzej. Muzej je bil odprt leta 1974 in se nahaja v stolpu in nekdanjem stanovanjskem delu gradu Montebello. Razdeljen je na dva oddelka - zgodovino in arheologijo. V oddelku za zgodovino je več kapitelov iz 15. stoletja in redek krstilnik iz 13. stoletja ter risbe in skice več umetnikov. V tem oddelku je tudi zbirka svečanega in vojaškega orožja. Oddelek o arheologiji vključuje veliko predmetov od 1400-1500 pr. n. št. pa tudi keramiko, steklovino, pogrebne žare, okrasne predmete in nakit iz železa in brona iz okolice kantona. Muzej je odprt od marca do novembra.

## Sasso Corbaro

### Grajsko območje
46°11′17.46″N 9°01′48.56″E / 46.1881833°N 9.0301556°E

Sasso Corbaro, ki je bil po letu 1506 znan kot grad Unterwalden, po 1818 pa grad svete Barbare, je približno 600 m jugovzhodno od mesta na skalnatem griču. Za razliko od drugih dveh gradov Sasso Corbaro ni integriran v mestno obzidje. Prvi del gradu je bil severovzhodni stolp, ki je bil zgrajen leta 1478, da bi zapolnil vrzel v obrambi mesta. Leta 1479 so v stolp preselili majhno posadko. V mirnem času je bil stolp uporabljen kot zapor, čeprav je vsaj en zapornik pobegnil leta 1494. Obzidje in jugozahodni stolp so pozneje dodali. V grad je v 16. in 17. stoletju večkrat udarila strela, do leta 1900 pa je propadel.
Trdnjava je kvadrat velikosti 25 x 25 m s kvadratnimi stolpi na severovzhodnem in jugozahodnem vogalu. Vzhodna stena je debela 1,8 m, druge stene pa so debele približno 1 m.  Vse stene so opremljene z mašikulami in cinami za obrambo. Vhod na dvorišče je skozi zahodno obzidje in vsebuje dokaze o dvižnih vratih. Dvonadstropni stavbi na južni in zahodni steni sta bili bivalni sobi z dvokapno streho. Grajska kapela se nahaja na vzhodni strani dvorišča.
Severovzhodni bivalno-obrambni stolp ima trenutno štiri nadstropja, čeprav ni zapisov o njegovi prvotni višini in strehi. Ko je bil grad zaseden, so ga uporabljali kot bivalni prostor.

### Znamenitost
Danes je v gradu Sasso Corbaro Sala Emma Poglia, ki je 'lesena soba', zgrajena za družino Emma v 17. stoletju. Prvotno se je nahajala v predprostoru njihovega doma v Olivoneju v dolini Blenio, nato jo je leta 1944 kupil kanton Ticino, najprej postavil v Castelgrande, preden so jo leta 1989 preselili v Sasso Corbaro. Vključuje tudi stüva (kamin), ki je zagotavljal ogrevanje. Peč nosi grb družine Emma (orel in lev). V muzeju so tudi začasni eksponati. Odprta je od marca do novembra.